# Ax Battler: A Legend of Golden Axe
Ax Battler: A Legend of Golden Axe (アックスバトラー ゴールデンアックス伝説, Ax Battler: Golden Axe Densetsu) est un jeu vidéo d'action-aventure développé par Aspect et édité par Sega, sorti en 1991 sur Game Gear.

## Système de jeu
Le joueur contrôle Ax Battler et sa mission est de retrouver la « Golden Axe » qui a été dérobée par l'infâme Death Adder. Il doit pour cela évoluer dans plusieurs mondes et affronter de terribles créatures diaboliques.

## Accueil
- Electronic Gaming Monthly : 25/40[1]
- GamePro : 4/5[2]